# عبد الكريم مطيع الحمداوي
الشيخ عبد الكريم بن محمد مطيع بن المهدي الحمداوي شيخ ومعارض مغربي، ولد بالزاوية التاغية قرب مدينة ابن أحمد، (80 كيلومترا شرق الدار البيضاء) في 25 نوفمبر 1935.

## مسيرته
سنة 1969، أسّس رفقة إبراهيم كمال حركة الشبيبة الإسلامية، شعارها: «إحياء ديني متجدد، وتربية إسلامية سليمة، وابتعاث للقيم المغربية الأصيلة».
في 18 ديسمبر 1975، وُجّهَت لعبد الكريم مطيع تهمة التحريض على اغتيال المناضل اليساري عمر بنجلون، القيادي البارز في الاتحاد الوطني للقوات الشعبية.
وبينما اعتقل الرجل الثاني إبراهيم كمال وكثيرون آخرون، فرَّ مطيع إلى المملكة العربية السعودية حيث مكث خمس سنوات قبل أن ينتقل إلى ليبيا عام 1980. أقام في الجزائر مدة من الزمن ثم عاد مرة أخرى إلى ليبيا التي ظل منفيا فيها إلى غاية اندلاع الحرب الأهلية الليبية، حيث انتقل إلى بريطانيا بعدما طلب اللجوء إليها.
وعلى مدى سنوات، فشلت كل المحاولات الرامية إلى عودة مطيع إلى بلاده حتى في ظل مراحل الانفراج التي عرفتها البلاد وعودة مئات المنفيين من المناضلين اليساريين والإسلاميين. ظل يحمل على كاهله حكما غيابيا عام 1980 بالسجن المؤبد وعام 1981 بالإعدام، وفي عام 1985 صدر في حقه حكم ثان بالإعدام.

## من مؤلفاته
- تفسير القرآن الكريم المجلد الأول: سورة الفاتحة وسورة البقرة.
- تفسير القرآن الكريم المجلد الثاني: سورة آل عمران
- الشاطبية في القراءات السبع: إعادة تنسيق المتن وتبويبه وشكل ألفاظه وشرح رموز القُرَّاء والقراءات:1 - المقدمة  - 2 - المتن.
- رسالة الإمام مالك إلى هارون الرشيد: ( تحقيقُ ألفاظها، وتصحيحُها وتنقيحُها وشرحُها وشكلُها، وتخريج أحاديثها، والتعليق عليها، وتيسيرُ الاستفادة منها للقارئ ).
- الدولة الإسلامية خلافة على منهاج النبوة: شرعية الوجود وآلية التأسيس والتشريع والتسيير .
- الأخلاق والتزكية في رحاب الكتاب والسنة.
- قضايا إسلامية بين الفهم والتطبيق ( طباعة ورقية فقط).
- عرب وبربر محاولة لتمزيق المغرب وتنصيره .
- حد السرقة بين الفهم والتطبيق .
- ملكية الأرض في الإسلام .
- الصحراء المغربية بين واقع الانتماء وبين صراعات التوظيف السياسي.
- تحفة الترك فيما يجب أن يعمل في الملك ( تحقيق ودراسة ). -
- الحاج أحمد التاغي وزاويته القرآنية ( توثيق تاريخي).
- ثلاثية فقه الأحكام السلطانية رؤية  نقدية للتأصيل والتطوير.

## وصلات خارجية
موقع عن حياة الشيخ مطيع www.achabibah.com/mouti.html